# Coppa del Mondo di combinata nordica 2003
La Coppa del Mondo di combinata nordica 2003, ventesima edizione della manifestazione organizzata dalla Federazione Internazionale Sci, ebbe inizio il 29 novembre 2002 a Kuusamo, in Finlandia, e si concluse il 15 marzo 2003 a Lahti, ancora in Finlandia.
Furono disputate 15 delle 16 gare previste, in 10 diverse località, tutte individuali: 4 Gundersen, 10 sprint, 1 a partenza in linea; 4 gare si svolsero su trampolino normale, 11 su trampolino lungo. Nel corso della stagione si tennero in Val di Fiemme i Campionati mondiali di sci nordico 2003, non validi ai fini della Coppa del Mondo, il cui calendario contemplò dunque un'interruzione tra i mesi di febbraio e marzo.
Il tedesco Ronny Ackermann si aggiudicò sia la coppa di cristallo, il trofeo assegnato al vincitore della classifica generale, sia la Coppa di sprint; l'austriaco Felix Gottwald vinse il Warsteiner Grand Prix. Ackermann era il detentore uscente della Coppa generale.

## Risultati
| Data                  | Località            | Nazione   | Trampolino                 | Spec.        | Primo            | Secondo         | Terzo                              |
| --------------------- | ------------------- | --------- | -------------------------- | ------------ | ---------------- | --------------- | ---------------------------------- |
| 29 novembre 2002      | Kuusamo             | Finlandia | Rukatunturi K120           | SP LH/7,5 km | Hannu Manninen   | Ronny Ackermann | Björn Kircheisen                   |
| 1º dicembre 2002      | Kuusamo             | Finlandia | Rukatunturi K120           | SP LH/7,5 km | annullata        | annullata       | annullata                          |
| 6 dicembre 2002       | Trondheim           | Norvegia  | Granåsen K120              | SP LH/7,5 km | Björn Kircheisen | Johnny Spillane | Georg Hettich                      |
| 7 dicembre 2002       | Trondheim           | Norvegia  | Granåsen K120              | IN LH/15 km  | Björn Kircheisen | Georg Hettich   | Johnny Spillane                    |
| 8 dicembre 2002       | Trondheim           | Norvegia  | Granåsen K120              | SP LH/7,5 km | Björn Kircheisen | Ronny Ackermann | Johnny Spillane                    |
| 14 dicembre 2002      | Harrachov           | Rep. Ceca | Čerťák K90                 | IN NH/15 km  | Samppa Lajunen   | Hannu Manninen  | Björn Kircheisen                   |
| 15 dicembre 2002      | Harrachov           | Rep. Ceca | Čerťák K90                 | SP NH/7,5 km | Hannu Manninen   | Samppa Lajunen  | Ronny Ackermann                    |
| Warsteiner Grand Prix |                     |           |                            |              |                  |                 |                                    |
| 1º gennaio 2003       | Oberhof             | Germania  | Hans Renner K120           | SP LH/7,5 km | Felix Gottwald   | Ronny Ackermann | Mario Stecher                      |
| 8 gennaio 2003        | Ramsau am Dachstein | Austria   | W90-Mattensprunganlage K90 | SP NH/7,5 km | Samppa Lajunen   | Ronny Ackermann | Hannu Manninen                     |
| 12 gennaio 2003       | Chaux-Neuve         | Francia   | La Côté Feuillée K90       | IN NH/15 km  | Felix Gottwald   | Ronny Ackermann | Todd Lodwick                       |
| 22 gennaio 2003       | Hakuba              | Giappone  | Hakuba K120                | SP LH/7,5 km | Ronny Ackermann  | Hannu Manninen  | Georg Hettich                      |
| 25 gennaio 2003       | Sapporo             | Giappone  | Ōkurayama K120             | MS LH/10 km  | Ronny Ackermann  | Georg Hettich   | Samppa Lajunen                     |
| 8 marzo 2003          | Oslo                | Norvegia  | Holmenkollen K115          | SP LH/7,5 km | Felix Gottwald   | Ronny Ackermann | Ola Morten Græsli Björn Kircheisen |
| 9 marzo 2003          | Oslo                | Norvegia  | Holmenkollen K115          | SP LH/7,5 km | Ronny Ackermann  | Felix Gottwald  | Ola Morten Græsli                  |
| 14 marzo 2003         | Lahti               | Finlandia | Salpausselkä K116          | IN LH/15 km  | Ronny Ackermann  | Felix Gottwald  | Jouni Kaitainen                    |
| 14 marzo 2003         | Lahti               | Finlandia | Salpausselkä K116          | SP LH/7,5 km | Felix Gottwald   | Kenneth Braaten | Ronny Ackermann                    |

Legenda:

IN = individuale Gundersen

SP = sprint

MS = partenza in linea

NH = trampolino normale

LH = trampolino lungo

## Classifiche

### Generale
| Pos. | Nome             | Nazione     | Punti |
| ---- | ---------------- | ----------- | ----- |
| 1    | Ronny Ackermann  | Germania    | 1135  |
| 2    | Felix Gottwald   | Austria     | 790   |
| 3    | Björn Kircheisen | Germania    | 756   |
| 4    | Hannu Manninen   | Finlandia   | 678   |
| 5    | Samppa Lajunen   | Finlandia   | 629   |
| 6    | Georg Hettich    | Germania    | 592   |
| 7    | Johnny Spillane  | Stati Uniti | 511   |
| 8    | Kenneth Braaten  | Norvegia    | 414   |
| 9    | Todd Lodwick     | Stati Uniti | 374   |
| 10   | Kristian Hammer  | Norvegia    | 345   |

### Sprint

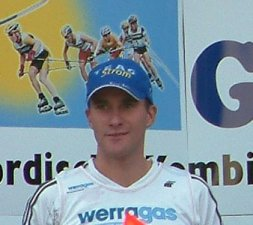
Ronny Ackermann

| Pos. | Nome             | Nazione   | Punti |
| ---- | ---------------- | --------- | ----- |
| 1    | Ronny Ackermann  | Germania  | 770   |
| 2    | Felix Gottwald   | Austria   | 548   |
| 3    | Björn Kircheisen | Germania  | 528   |
| 4    | Hannu Manninen   | Finlandia | 484   |
| 5    | Samppa Lajunen   | Finlandia | 371   |

### Warsteiner Grand Prix

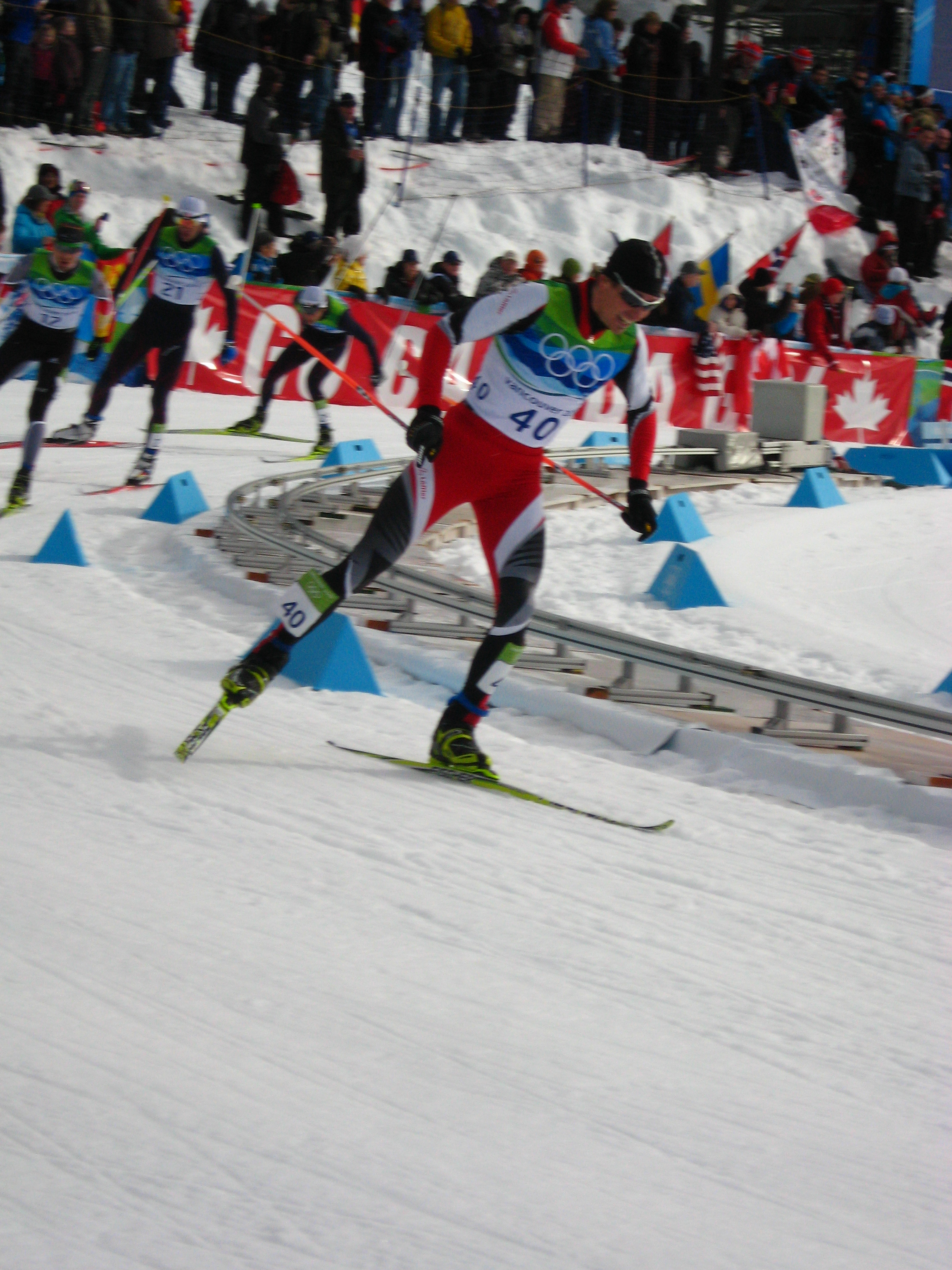
Felix Gottwald

| Pos. | Nome             | Nazione   | Punti |
| ---- | ---------------- | --------- | ----- |
| 1    | Felix Gottwald   | Austria   | 100   |
| 2    | Ronny Ackermann  | Germania  | 90    |
| 3    | Mario Stecher    | Austria   | 60    |
| 4    | Samppa Lajunen   | Finlandia | 50    |
| 5    | Björn Kircheisen | Germania  | 45    |

### Nazioni
| Pos. | Nazione     | Punti |
| ---- | ----------- | ----- |
| 1    | Germania    | 2950  |
| 2    | Austria     | 1899  |
| 3    | Finlandia   | 1861  |
| 4    | Norvegia    | 1313  |
| 5    | Stati Uniti | 885   |